# Microglossa
Microglossa,  es un género perteneciente a la familia Asteraceae. Comprende 31 especies descritas y solo 9 aceptadas. Se distribuye por África, Asia: una especie en China.

## Descripción
Son lianas [o subarbustos], leñosos, trepadores [o erectos]. Hojas alternas pecioladas, ovadas, la lámina con margen entero o crenulado. Capítulos disciformes, pequeños, numerosos y en inflorescencias compuestas corimbiformes concurridos. Involucro acampanado; filarios multiseriados, imbricadas, oblongo-lanceoladas o lineares, escabridas, ápice obtuso, exterior más corto. Receptáculos convexos [o planos], alveolados, desnudos, glabros. Flósculos fértiles, flores liguladas numerosos, lámina blanca, filiformes, más corto que el estilo; floretes del disco bisexuales, amarillos, miembro estrecho  3-5-lobulado; anteras de base obtusa; puntas de las ramas del estilo lanceoladas. Aquenios obovoides, el margen en ángulo, 3-nervadas. Vilanos rojizos.

## Taxonomía
El género fue descrito por Augustin Pyrame de Candolle y publicado en Prodromus Systematis Naturalis Regni Vegetabilis 5: 320. 1836.
Etimología
Microglossa: nombre genérico que deriva del griego: mikros = "pequeño" y glossa = "lengua", en referencia  a sus pequeños rayos florales".

## Especies aceptadas
A continuación se brinda un listado de las especies del género Microglossa aceptadas hasta abril de 2013, ordenadas alfabéticamente. Para cada una se indica el nombre binomial seguido del autor, abreviado según las convenciones y usos.
- Microglossa afzelii O.Hoffm.
- Microglossa albescens (DC.) C.B.Clarke
- Microglossa caffrorum (Less.) Grau
- Microglossa caudata O.Hoffm. & Muschl.
- Microglossa densiflora Hook.f.
- Microglossa longiradiata Wild
- Microglossa mespilifolia (Less.) B.L.Rob.
- Microglossa pyrifolia (Lam.) Kuntze
- Microglossa zeylanica Benth. & Hook.f.